# Camillo Filippo Pamphili, III principe di San Martino al Cimino e Valmontone
Camillo Filippo Pamphili, III principe di San Martino al Cimino e Valmontone (Roma, 13 giugno 1675 – Roma, 13 settembre 1747), è stato un principe italiano.

## Biografia
Nato a Roma nel 1675, Camillo Filippo era figlio secondogenito di Giovanni Battista Pamphili, II principe di San Martino al Cimino e Valmontone e di sua moglie, Violante Facchinetti. Per parte di suo padre era discendente da papa Innocenzo X e da papa Clemente VIII, nonché nipote del cardinale Benedetto Pamphilj, mentre da parte di sua madre era imparentata con papa Innocenzo IX. Prese il nome da suo nonno, Camillo Francesco Maria Pamphili, cardinale in seguito secolarizzato.
Suo fratello maggiore Innocenzo morì nel 1695 senza essersi mai sposato e senza aver avuto alcun erede, rendendolo così il primo in linea di successione a suo padre. Alla morte del genitore nel 1709, quindi, Camillo Filippo ricevette il titolo di principe di San Martino al Cimino e di Valmontone, oltre al ducato di Carpineto Romano che suo padre aveva acquistato durante il periodo della propria reggenza del titolo.
Morì a Roma nel 1747 e, non avendo avuto eredi dal suo matrimonio, nominò suo erede universale il fratello minore Girolamo.

## Matrimonio
Il 26 agosto 1703, Camillo Filippo sposò a Genova Teresa (18 aprile 1676-4 luglio 1762), figlia di Marcantonio Grillo, III marchese di Clarafuente e membro dell'Arcadia col nome di Irene Pamisia. Da questo matrimonio non nacquero eredi.

## Albero genealogico
|                                                                                    |                                              |                                             | Genitori                                          |  |  | Nonni |  |  | Bisnonni           |  |  | Trisnonni       |  |
|                                                                                    |                                              |                                             |                                                   |  |  |       |  |  | Pamphilio Pamphili |  |  | Camillo Pamfili |  |
|                                                                                    |                                              |                                             |                                                   |  |  |       |  |  | Pamphilio Pamphili |  |  | Camillo Pamfili |  |
|                                                                                    |                                              | Flaminia Cancellieri del Bufalo             |                                                   |  |  |       |  |  | Pamphilio Pamphili |  |  |                 |  |
| Camillo Francesco Maria Pamphili, I principe di San Martino al Cimino e Valmontone |                                              |                                             |                                                   |  |  |       |  |  | Pamphilio Pamphili |  |  |                 |  |
|                                                                                    |                                              | Olimpia Maidalchini                         | Sforza Maidalchini                                |  |  |       |  |  |                    |  |  |                 |  |
|                                                                                    |                                              | Olimpia Maidalchini                         | Sforza Maidalchini                                |  |  |       |  |  |                    |  |  |                 |  |
|                                                                                    |                                              | Olimpia Maidalchini                         | Vittoria Gualtiero                                |  |  |       |  |  |                    |  |  |                 |  |
| Giovanni Battista Pamphili, II principe di San Martino al Cimino e Valmontone      |                                              | Olimpia Maidalchini                         |                                                   |  |  |       |  |  |                    |  |  |                 |  |
|                                                                                    |                                              | Giorgio Aldobrandini, I principe di Rossano | Gianfrancesco Aldobrandini, I principe di Meldola |  |  |       |  |  |                    |  |  |                 |  |
|                                                                                    |                                              | Giorgio Aldobrandini, I principe di Rossano | Gianfrancesco Aldobrandini, I principe di Meldola |  |  |       |  |  |                    |  |  |                 |  |
|                                                                                    |                                              | Giorgio Aldobrandini, I principe di Rossano | Olimpia Aldobrandini                              |  |  |       |  |  |                    |  |  |                 |  |
| Olimpia Aldobrandini                                                               |                                              | Giorgio Aldobrandini, I principe di Rossano |                                                   |  |  |       |  |  |                    |  |  |                 |  |
|                                                                                    |                                              | Ippolita Ludovisi                           | Orazio Ludovisi, I duca di Fiano                  |  |  |       |  |  |                    |  |  |                 |  |
|                                                                                    |                                              | Ippolita Ludovisi                           | Orazio Ludovisi, I duca di Fiano                  |  |  |       |  |  |                    |  |  |                 |  |
|                                                                                    |                                              | Ippolita Ludovisi                           | Lavinia Albergati                                 |  |  |       |  |  |                    |  |  |                 |  |
| Camillo Filippo Pamphili, III principe di San Martino al Cimino e Valmontone       |                                              | Ippolita Ludovisi                           |                                                   |  |  |       |  |  |                    |  |  |                 |  |
|                                                                                    | Ludovico Facchinetti, II marchese di Vianino | Cesare Facchinetti, I marchese di Vianino   |                                                   |  |  |       |  |  |                    |  |  |                 |  |
|                                                                                    | Ludovico Facchinetti, II marchese di Vianino | Cesare Facchinetti, I marchese di Vianino   |                                                   |  |  |       |  |  |                    |  |  |                 |  |
|                                                                                    | Ludovico Facchinetti, II marchese di Vianino | Giovanna Sampieri                           |                                                   |  |  |       |  |  |                    |  |  |                 |  |
| Innocenzo Facchinetti, III marchese di Vianino                                     | Ludovico Facchinetti, II marchese di Vianino |                                             |                                                   |  |  |       |  |  |                    |  |  |                 |  |
|                                                                                    |                                              | Violante da Correggio                       | Alessandro I da Correggio                         |  |  |       |  |  |                    |  |  |                 |  |
|                                                                                    |                                              | Violante da Correggio                       | Alessandro I da Correggio                         |  |  |       |  |  |                    |  |  |                 |  |
|                                                                                    |                                              | Violante da Correggio                       | Ippolita Torelli                                  |  |  |       |  |  |                    |  |  |                 |  |
| Violante Facchinetti                                                               |                                              | Violante da Correggio                       |                                                   |  |  |       |  |  |                    |  |  |                 |  |
|                                                                                    |                                              | Girolamo Albergati - Capacelli              | Silvio Albergati                                  |  |  |       |  |  |                    |  |  |                 |  |
|                                                                                    |                                              | Girolamo Albergati - Capacelli              | Silvio Albergati                                  |  |  |       |  |  |                    |  |  |                 |  |
|                                                                                    |                                              | Girolamo Albergati - Capacelli              | Ippolita Capacelli                                |  |  |       |  |  |                    |  |  |                 |  |
| Ippolita Albergati - Capacelli                                                     |                                              | Girolamo Albergati - Capacelli              |                                                   |  |  |       |  |  |                    |  |  |                 |  |
|                                                                                    |                                              | Camilla Bonfioli                            | …                                                 |  |  |       |  |  |                    |  |  |                 |  |
|                                                                                    |                                              | Camilla Bonfioli                            | …                                                 |  |  |       |  |  |                    |  |  |                 |  |
|                                                                                    |                                              | Camilla Bonfioli                            | …                                                 |  |  |       |  |  |                    |  |  |                 |  |
|                                                                                    |                                              | Camilla Bonfioli                            |                                                   |  |  |       |  |  |                    |  |  |                 |  |